# Брезовица (Власотинце)
Брезовица (серб. Брезовица) — населённый пункт в общине Власотинце Ябланичского округа Сербии.

## Население
Согласно переписи населения 2002 года, в селе проживало 165 человека (все сербы).
| Численность населения | Численность населения | Численность населения | Численность населения | Численность населения | Численность населения | Численность населения | Численность населения |
| 1948                  | 1953                  | 1961                  | 1971                  | 1981                  | 1991                  | 2002                  | 2011                  |
| --------------------- | --------------------- | --------------------- | --------------------- | --------------------- | --------------------- | --------------------- | --------------------- |
| 359                   | 371                   | 388                   | 400                   | 360                   | 232                   | 165                   | 86                    |

## Религия
Согласно церковно-административному делению Сербской православной церкви, село относится к Первому власотиначскому приходу Власотиначского архиерейского наместничества Нишской епархии.